# Moenkhausia grandisquamis
Moenkhausia grandisquamis är en fiskart som först beskrevs av Müller och Troschel, 1845.  Moenkhausia grandisquamis ingår i släktet Moenkhausia och familjen Characidae. Inga underarter finns listade i Catalogue of Life.